# 洛斯薩利亞斯市

洛斯薩利亞斯市（西班牙語：Municipio Los Salias），是委內瑞拉的一個市，位於該國北部米蘭達州，首府設於聖安東尼奧德洛斯阿爾托斯，始建於1982年，面積51平方公里，海拔高度1,000米，2011年人口68,255，人口密度每平方公里11,690.6人。